# Миронов, Валерий Михайлович
Миронов Валерий Михайлович (род. 6 апреля 1941 года, Славянск) — советский певец лирико-драматический тенор. Народный артист Молдавской ССР (1980).
Солист Ансамбля песни и пляски Киевского военного округа, Ансамбля песни и пляски Советской Армии имени А. В. Александрова.
В разные годы был солистом оперы Чувашского государственного музыкального театра, Одесского театра оперы и балета, Московского музыкального театра им. К. С. Станиславского и Вл. И. Немировича-Данченко, Ленинградского театра оперы и балета им. Кирова, Молдавского театра оперы и балета.

## Биография
Миронов Валерий Михайлович родился 6 апреля 1941 года в городе Славянск Донецкой области (УССР).
В 1960 году был призван в ряды Советской Армии, где служил в Ансамбле Песни и Пляски Киевского Военного округа.
По окончании службы в 1963 году поступил в Московскую консерваторию им. Чайковского, на факультет вокала. Учёбу совмещал с работой в Дважды Краснознаменном академическом ансамбле песни и пляски Советской армии имени А. В. Александрова.
В 1971 году приглашён в Чувашский государственный музыкальный театр в качестве солиста оперы.
С 1973 по 1978 года работал в Молдавском государственном театре оперы и балета.
В 1974 году также работал в Московском академическом музыкальном театре имени К. С. Станиславского и Вл. И. Немировича-Данченко.
В 1975 году присвоено почётное звание заслуженного артиста Молдавской ССР.
В 1978 году был ведущим солистом Ленинградского театра оперы и балета им С. М. Кирова (Мариинский театр).
В 1980 году присвоено почётное звание народного артиста Молдавской ССР.
С 1980 года выступает как концертный певец. Гастролирует за рубежом.

## Репертуар
- Водемон («Иоланта» П. И. Чайковский)
- Княжич («Чародейка» П. И. Чайковский)
- Голицын («Хованщина» М. П. Мусоргский)
- Манрико(«Трубадур» Дж. Верди)
- Радамес(«Аида» Дж. Верди)
- Альфред («Травиата» Дж. Верди)
- Канио («Паяцы» Р. Леонкавалло)
- Туридду («Сельская честь» П. Масканьи)
- Поллион («Норма» В. Беллини)
- Пинкертон(«Чио-Чио-сан» Дж. Пуччини)
- Ланцелот («Дракон» Э. Л. Лазарев)
- Герман («Пиковая дама» П. И. Чайковский)
- Каварадосси («Тоска» Дж. Пуччини)
- Хосе («Кармен» Ж. Бизе)
- Финн («Руслан и Людмила» М. И. Глинка)

## Награды
- Заслуженный артист МССР (1975)
- Лауреат конкурса Республиканского смотра творческой молодёжи (Диплом I степени)
- Народный артист МССР (1980)

## Пресса
- Вдовина Е. «Первые роли, первые успехи» Советская Молдавия. Кишинев. 1974. 17 февраля.
- Дорош Л. «…Спеши наполнить звуками мне душу!» Вечерний Кишинев. 1977. 12 января.
- «Молдавский певец на сцене киевской оперы» Вечерний Кишинев. 1977. 24 января.